# Christophe Lovis
Christophe Lovis (15 desembre 1977, Délemont, Suïssa) és un astrofísic suís especialitzat en la detecció i caracterització de planetes extrasolars pel mètode de la mesura de la velocitat radial, dels quals n'ha descobert tretze.
Lovis es graduà el 2002 a l'Escola Federal Politècnica de Zuric, Suïssa, i es doctorà en astrofísica a la Universitat de Ginebra, Suïssa, el 2007 sota la direcció de Michel Mayor. Actualment és professor del Departament d'Astronomia a la Universitat de Ginebra.
Ha treballat en la detecció i caracterització de sistemes planetaris, principalment mitjançant espectroscòpia Doppler d'alta precisió i l'espectrògraf HARPS en particular. Aspectes destacats de la seva investigació inclouen la detecció de sistemes compactes d'exoplanetes de baixa massa i el descobriment que una gran fracció d'estrelles estan envoltades de exoplanetes semblants a Neptú i súper-Terres en òrbites de període curt. Altres temes de recerca inclouen la caracterització d'atmosferes d'exoplanetes i l'estudi de l'activitat magnètica estel·lar. Els exoplanetes que ha descobert, com a primer autor, són: HD 101930 b i HD 93083 b (2005); HD 69830 b, HD 69830 d i HD 69830 c (2006); NGC 4349 127 b i NGC 2423 3 b (2007); els exoplanetes HD 10180 d, HD 10180 g, HD 10180 h, HD 10180 e, HD 10180 c i HD 10180 f del sistema planetari de l'estrella HD 10180 (2011).